# رادیولوژی (ژورنال)
رادیولوژی (به انگلیسی: Radiology) یکی از ژورنال‌های تخصصی فیزیک پزشکی است. تمرکز این ژورنال (بر خلاف مدیکال فیزیکس) بر روی جنبه‌های بالینی این علوم است.
ناشر این ژورنال جامعه پرتوشناسی آمریکای شمالی است.